# سیارک ۱۷۷۶۴
سیارک ۱۷۷۶۴ (به انگلیسی: 17764 Schatzman، نامگذاری:1998ES1) هفده هزار و هفتصد و شصت و چهارمین سیارک کشف شده‌است که در ۲ مارس ۱۹۹۸ کشف شد.
قدر مطلق سیارک برابر ۱۸.۶ است.